# D 835 (Türkei)
Die Straße D 835 (Devlet yolu 835) ist eine 62 km lange Straße in der Türkei. Sie verbindet die Provinzhauptstädte Kahramanmaraş und Gaziantep.

## Verlauf
Die Straße zweigt in Kahramanmaraş von der D 825 nach Südosten ab, führt nach Narlı und von dort ein kurzes Stück gemeinsam mit der Straße D 360 sowie in etwa parallel zur Autobahn Otoyol 52 zur Straße D 400, auf die sie nordwestlich von Gaziantep trifft.